# Bertil Nilsson Skytte
Bertil Nilsson, adlad Skytte, född i början av 1600-talet, död den 5 februari 1667, var en svensk militär. Han var bror till Håkan Nilsson Skytte.  
Skytte tjänade sig upp under trettioåriga kriget till major vid Joachim Volckmans tyska regemente och var överstelöjtnant vid samma regemente 1650–1653. Han adlades 1648  och introducerades 1660 under nummer 429. Skytte blev kapten vid livgardet med bibehållande av överstelöjtnants karaktär 1654 och erhöll 1655 patent att värva fem kompanier fotfolk och föra dem till Pommern Skytte blev överste för Jönköpings regemente 1656 och kommendant i Elbing 1659. Han blev genom byte överste för Kronobergs regemente 1660. Skytte skrev  sig till Hovmantorp i Hovmantorps socken. Han gravsattes troligen i Hovmantorps kyrka, där hans vapen uppsattes.